# Sixto Y. Orosa
Sixto Orosa e Ylagan (Taal, Batangas, 6 de agosto de 1891-21 de abril de 1981) fue un médico y escritor filipino, esposo de la también médico y escritora Severina Luna de Orosa, ambos reconocidos hispanistas y ganadores del premio Zobel, al igual que su hija Rosalinda. Otros de sus cinco hijos fueron Sixto Luna Orosa y la bailarina y coreógrafa Leonor Orosa. Era hermano de la prestigiosa médico alimenticia María Y. Orosa.

## Biografía

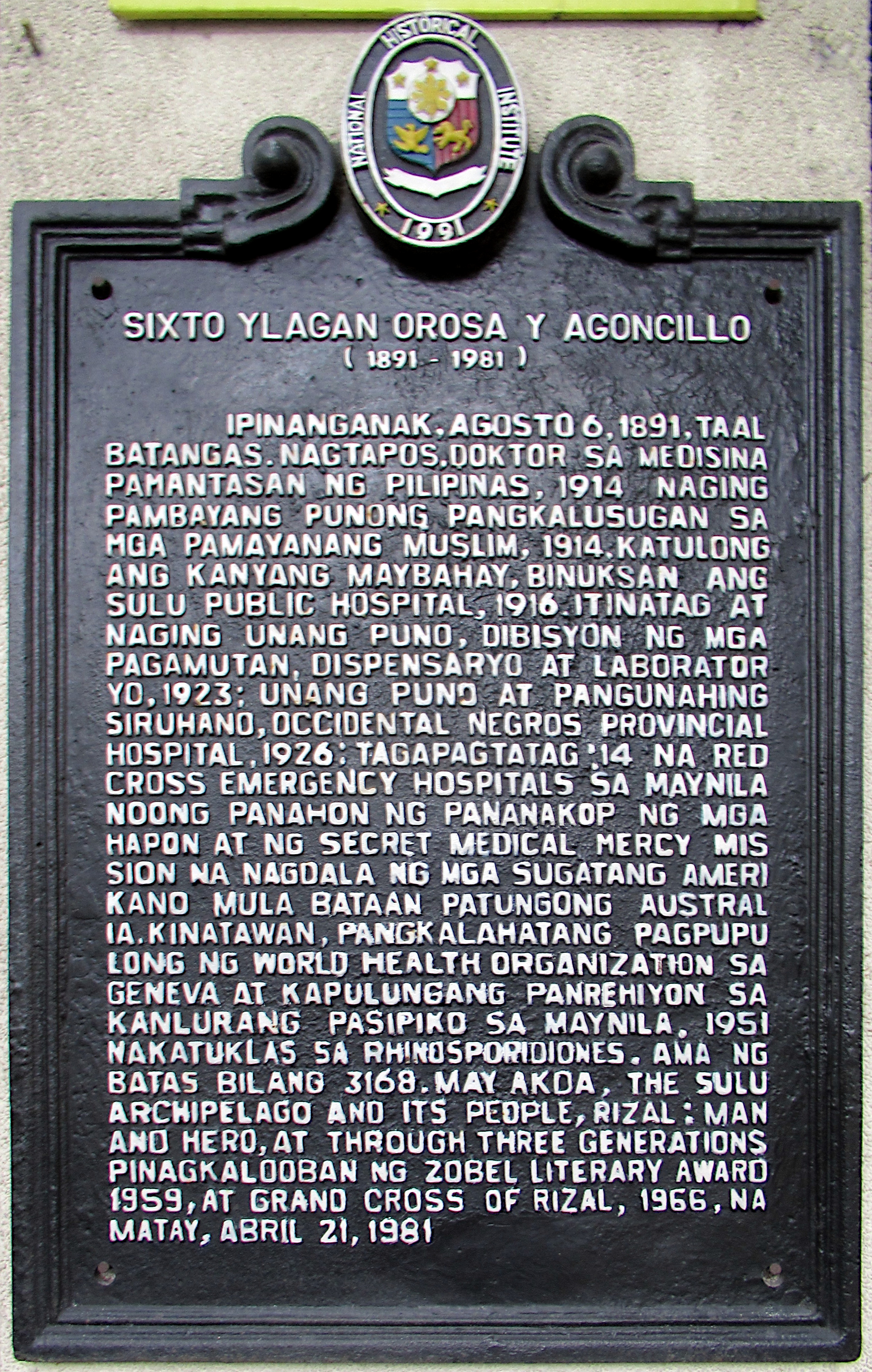
Placa conmemorativa histórica

Sixto Orosa era hijo de Simplicio Orosa y Agoncillo y Juliana Ylagan. Su hermana María Orosa fue una importante científica que trabajó en el campo de la alimención y los derechos humanos. Él también estudió Medicina en la Universidad de Filipinas, en Manila, y fue uno de los estudiantes más destacados. En el año 1916, el mismo que nacía su hijo Sixto, la familia se mudó a Jolo (Sulu), como primeros médicos cristianos en una zona musulmana, donde él se responsabilizó del Hospital de Sulu y tenía como compañera a su mujer, Severina.
Llegó a ser el director de hospitales de Filipinas.

## Creación literaria
Al igual que toda su familia, su interés por su tierra y por su pueblo le llevó a escribir sobre él, editando multitud de libros y artículos sobre el mismo.

## Obra (selección)
- The Sulu archipelago and its people.[3]

## Premios y reconocimientos (selección)
- 1959: Premio Zobel por su obra El patriotismo en la obra de Rizal.
- 1962: La Universidad de Filipinas les dio el premio Padres del año a él y su esposa Severina Luna de Orosa, con la que tenía 5 hijos.[4]
- 1963: La Asamblea Cívica de la Mujer de Filipinas les concedió el premio Familia del año.